# Post (álbum)
Post es el segundo álbum de estudio de la cantante islandesa Björk, lanzado mundialmente el 13 de junio de 1995 por el sello One Little Indian Records. Björk se desempeñó como productora musical de todas las canciones del disco, además de componer cada una de ellas, a excepción de "It's Oh So Quiet", un cover de una canción de Betty Hutton. Trabajó junto a otros productores como Nellee Hooper, quien había producido su álbum anterior, Debut (1993) y Graham Massey, Tricky, Howie B y Marius de Vries. Musicalmente, Björk definió Post como «musicalmente promiscuo». Si bien parte del modelo dance de su precursor Debut, Post es muy ecléctico musicalmente, incluyendo géneros tales como la música industrial, el trip hop, el jazz y la electrónica. 
Considerado como uno de los mejores álbumes de los años 1990, Post emparejó a su predecesor en términos de ventas. Fue certificado como disco de platino en Australia (ARIA), Canadá (CRIA), Reino Unido (BPI), Estados Unidos (RIAA) y Europa (IFPI). Si bien tres de los sencillos del álbum entraron al top 10 británico, fallaron en avanzar en la radio estadounidense o MTV. Por otro lado, fue aclamado por los críticos musicales, quienes elogiaron la gran variedad de sonidos en el álbum y la voz de la cantante.
Como parte de la promoción, fueron lanzados seis sencillos entre 1995 y 1997. El primero de ellos, «Army of Me», tuvo una buena recepción comercial: se convirtió en el primer sencillo de Björk en entrar al Top 10 de Reino Unido. Post recibió una nominación en la 38.ª edición de los Premios Grammy por Mejor álbum de música alternativa.

## Antecedentes y lanzamiento
Post, lanzado en junio de 1995 es el segundo álbum de la cantante y compositora islandesa Björk. Este álbum es más independiente y audaz que el anterior, en él se aleja de los sonidos dance y trance de Debut (1993), explorando así otros aspectos de la música como la experimentación con el tecno y la música electrónica sin limitarse solamente al pop.
Para este álbum trabajó junto a Nellee Hooper, Tricky, Graham Massey y Howie B. Para 1995 ya estaba listo y fue lanzado en junio con el nombre de Post, llegando al puesto número dos en los charts de pop británicos, y también obtuvo el disco de platino en los Estados Unidos.
Con este álbum, Björk muestra una mayor independencia artística con respecto a cualquier referencia del momento y lo plantea como un mensaje simbólico a Islandia: «Para mí es como si todas las canciones del álbum dijeran: "Mira, así es cómo me va." Por eso llamé al nuevo disco Post [Correo, en inglés], porque en el fondo siempre compongo las canciones como si fuera una carta a Islandia. Para mí dejar a todos mis parientes, todos mis amigos y todo lo que conocía fue un paso muy importante». La portada de Post estuvo a cargo de Stéphane Sednaoui, con quien estaba unida sentimentalmente en esa época. Mientras que el diseño fue realizado por la empresa Me Company
Post contiene una serie de géneros muy variados: desde jazz (con «It's oh so quiet», canción de Hans Lang y Bert Reisfeld), electrónica y sonidos latinos («I miss you)—, ambient («Headphones»), sonidos orquestales (dirigidos por Eumir Deodato en «You've Been Flirting Again»), algunas canciones algo más dance que pueden recordar al álbum anterior, y arreglos de cuerdas para canciones melódicas como «Isobel» a cargo del, ya citado veterano Eumir Deodato.
Mucho material fue producido durante la grabación del álbum en 1994, incluyendo «I go humble», cual luego se convierte en un lado-B apareciendo en uno de los sencillos de «Isobel» y posteriormente en Post live y Homogenic live. «Cover me» fue grabada originalmente en una cueva infestada de murciélagos en Nasáu,[cita requerida] pero fue eliminada por una versión en estudio, aunque luego incorporada en la caja recopilatoria Family tree en el CD Roots 2. También incluye canciones que iban a aparecer en Debut como «The modern things», canción en respuesta a los fanes de The Sugarcubes que la llamaron traidora cuando empezó a utilizar el secuenciador y la canción «Army of me». Y la canción «It's oh so quiet» una versión de Betty Hutton, y parece ser muy querida por sus fanes.
El músico electrónico Scanner demandó a Björk por la utilización de un sample en el tema «Possibly maybe» lo que conllevo a retirar las primeras copias del álbum hasta que se solucionase la situación legal. Más tarde One Little Indian fue condenado a pagar 2000 libras a Beechwood Music (discográfica de Scanner) por el uso del sample. Por otro lado, el compositor Simon Lovejoy acusó a la cantante de violar los derechos de copyright con la canción «Crying», aunque en esta ocasión se falló a favor de Björk.

## Recepción

### Comercial
Post ha vendido un millón de copias en Estados Unidos certificando con disco Platino, mientras que en Reino Unido ha vendido 400 mil copias, certificando Platino.

### Crítica
| Crítica especializada | Crítica especializada |
| --------------------- | --------------------- |
| Publicación           | Calificación          |
| Allmusic              | [ 4 ]                 |
| NME                   | 3/5 estrellas         |
| Q Magazine            | 4/5 estrellas         |
| Rolling Stone         | [ 7 ]                 |
| Slant Magazine        | 5/5 estrellas         |
| Spin Magazine         | 4/5 estrellas         |
| Amazon                | 4.5/5 estrellas       |
| Entertainment Weekly  | (A+)                  |

Las críticas especializadas vertidas sobre el álbum son en la mayoría muy positivas, centrándose sobre todo en el mundo sonoro que utiliza la cantante y la experimentación. También destacan las colaboraciones de Tricky o Nelle Hooper, afirmando que ayudó a crear el paisaje sonoro del álbum.
Heather Phares de Allmusic otorga al álbum cuatro estrellas y media y entre otras cosas dice que superó las expectativas que había generado con su primer álbum y que los «altibajos emocionales son más extremos que en Debut.» De las canciones dice que «Army of me» es de un pop industrial y que solo escuchando esa canción, que es la primera, se tenía claro que Post no era una simple segunda parte de Debut, de «Isobel dice que es un «cuento de hadas moderno [...] logrado». También habla de los productores Nelle Hooper, Graham Massey, Howie B, y Tricky «que ayudan a Björk a incorporar un espectro de estilos electrónicos y orquestales» como en «Hyper-ballad» de la que dice que es como si Aphex Twin hiciera una canción de amor. De las canciones «Enjoy» y «Possibly maybe» dice que «saludan al trip hop sin sobrepasarse.» Y con respecto a la letra de esta última, Phares dice que consigue transmitir «nuevas formas de expresar [...] emociones como amor, lujuria, y gritarlas en precisas pero abstractas letras». De «I miss you» dice que es «exuberante» y «animada», de «It's oh so quiet» comenta que es «vibrante» y que «podría haber sido dirigida por la Warner Bros», en «You've been flirting again» dice de Björk que suena «confortable» con una sección de cuerda, y habla de la canción «Headphones» como un tema «experimental, hipnótico» con un «burbujeante» y «minimalista beat.» Concluye diciendo que es el «trabajo de una artista en constante cambio». En Rolling Stone, la crítica Lorraine Ali le da cuatro de cinco estrellas al segundo trabajo de la islandesa, hablando de él como si de una exploración de «nuevos y salvajes territorios»
 sónicos se tratase diciendo que está «lleno de fantasía, humor y la grandiosidad, melodramática, y sentimientos abiertos de las antiguas bandas sonoras de las películas antiguas». En cuanto a su voz comenta que canta suavemente, «à la Judy Garland», y que «emana gracia [...] y poder». En cuanto a las canciones habla de la «elegante "Isobel"» diciendo que en ella «serpentea [...] como una paciente caravana del desierto», de «Cover me» comenta que es una canción «minimalista» solo acompañada de un arpa, dulcémede, y los susurros de Björk. De «Army of me» habla como de una canción «surrealista de techno ambient» y de «Enjoy» dice que es oscura. Habla de «The modern things» como una canción fantástica y de «Hyper-ballad» como asombrosa, terminado el repaso de las canciones calificando a «You've been flirting again» como con un cierto sentimiento filosófico. Para terminar la crítica dice que «Cuando Post termina, parece que se vuelve de unas buenas vacaciones: lo último que se quiere es volver a entrar en el mundo real.»
Eric Henderson de Slant Magazine otorga cinco de cinco estrellas al álbum, afirmando que lleva al que lo oye al interior de la mente de Björk y a los sonidos que suenan en su cabeza y más allá de los sonidos oídos en Debut, por ejemplo, drum and bass en «Hyper-ballad». De la temática de las canciones comenta que «Possibly maybe» es una «masturbatoria oda» al amor, «Enjoy» es un oscuro coqueteo dub. De los vídeos habla que se han convertido en clásicos dirigidos por Michel Gondry o Spike Jonze. También menciona las colaboraciones en el álbum diciendo que «siempre han sido un importante aspecto» a tomar en cuenta por la cantante. Termina diciendo que «para muchos, el declicado balance de Post representa la experiencia pop de Björk» en estado puro. En Entertainment Weekly, Jim Farber quien da un A+ dice de él que consigue encontrar un «irresistible y extraño punto de conexión entre el industrial-disco, ambient-trance, y pegadizo synth pop,» incluso tocando con una big band. En Los Angeles Times, Richard Cromelin aunque le da tres estrellas (bueno) de cuatro, habla negativamente del álbum, diciendo de la cantante que es «una artista pretenciosa» aunque alaba su «imaginación musical» nunca tan potente expuesta como en Post, también habla de sus colaboradores Nelle Hooper y Tricky que la ayudan a crear paisajes ambient o texturas techno, y de una sensación de «éxtasis de la pureza de la música» que queda al terminar de oír el disco. Robert Chrisgau califica el álbum con un C+ y habla de él destacando su «excéntrica instrumentación, timbres electrónicos,etc.»

### Listículos
El álbum fue posicionado en el puesto 26 en la lista 100 greatest albums, 1985-2005 y en el 7 en «90 best albums of 1990» de la revista Spin. En 2003, fue posicionado en el puesto 373 de Rolling Stone, en su lista los 500 mejores álbumes de todos los tiempos. Más adelante Pitchfork, en su lista «Best of the 90's», fue posicionado en el número 20, por delante de Homogenic en el 21. En 2010, apareció en Spin en la lista «125 Best Albums of the Past 25 Years», en el número 75. En 2011, Slant Magazine lo colocó en el número 2 en su lista de los 100 Greatest '90s Albums.

## Lista de canciones
| Post  |                              |                                             |             |          |  |
| N.º   | Título                       | Escritor(es)                                | Producer(s) | Duración |  |
| 1.    | «Army of me»                 | Björk, Graham Massey                        |             | 3:54     |  |
| 2.    | «Hyper-ballad»               | Björk                                       |             | 5:21     |  |
| 3.    | «The modern things»          | Björk, Graham Massey                        |             | 4:10     |  |
| 4.    | «It's oh so quiet»           | Bert Reisfeld, Hans Lang                    |             | 3:38     |  |
| 5.    | «Enjoy»                      | Björk, Tricky                               |             | 3:57     |  |
| 6.    | «You've been flirting again» | Björk                                       |             | 2:29     |  |
| 7.    | «Isobel»                     | Björk, Marius de Vries, Nellee Hooper, Sjón |             | 5:47     |  |
| 8.    | «Possibly maybe»             | Björk                                       |             | 5:06     |  |
| 9.    | «I miss you»                 | Björk, Howie Bernstein                      |             | 4:03     |  |
| 10.   | «Cover me»                   | Björk                                       |             | 2:06     |  |
| 11.   | «Headphones»                 | Björk, Tricky                               |             | 5:40     |  |
| 46:10 |                              |                                             |             |          |  |

| Bonus track en edición japonesa |               |                  |          |  |
| N.º                             | Título        | Escritor(es)     | Duración |  |
| 12.                             | «I go humble» | Björk, Mark Bell | 4:44     |  |
| 50:55                           |               |                  |          |  |

| Disco bonus limitado Tour Edition para Australia/Tailandia |                                          |          |  |
| N.º                                                        | Título                                   | Duración |  |
| 1.                                                         | «Sweet intuition»                        | 4:43     |  |
| 2.                                                         | «Venus as a boy» (Harpsichord Version)   | 2:13     |  |
| 3.                                                         | «Hyper-ballad» (Brodsky Quartet Version) | 4:20     |  |
| 4.                                                         | «Charlene»                               | 4:44     |  |

## Promoción
| Año  | Sencillo           | Compañía          | Otra información |
| ---- | ------------------ | ----------------- | --- |
| 1995 | «Army of Me»       | One Little Indian | Versión 1: junto a «Cover Me» Versión 2: junto a «You've Been Flirting Again» y «Sweet Intuition» Versión 3: versiones del tema (Massey mix), (ft. Skunk Anansie) y (Aba All Stars Instrumental). |
| 1995 | «Isobel»           | One Little Indian | Versión 1: Sencillo junto a «Charlene» (Black Dog Mix), «I Go Humble» y «Venus as a Boy» (Harpsicord Version). Versión 2: Sencillo en CD tres mezclas (Goldie Mix), (Eumir Deodato Mix) y (Siggi Mix). |
| 1995 | «It's Oh So Quiet» | One Little Indian | Versión 1: Sencillo; junto a «You've Been Flirting Again» (Flat Is a Promise Mix y «Sweet Sweet Intuition» Versión 2: Sencillo en CD; junto a «Hyper-Ballad» (Over the Edge Mix]] y «Sweet Sweet Intuition»br />Versión 3: Sencillo en CD; junto a «Hyper-Ballad» (Girl's Blouse Mix, «Hyper-Ballad» (& The Brodsky Quartet) y «My Spine»                            |
| 1996 | «Hyper-Ballad»     | One Little Indian | Versión 1: Sencillo en CD; junto a «Isoble» (The Carcass Remix), «Cover Me» ([[[Plaid Mix) y «Hyper-ballad» (Towa Tei Remix) Versión 2: Sencillo en CD; cinco remezclas; (Robin Hood Riding Trough the Glen Mix) por Howie B, (The Stomp Mix) por LFO, (The Hyperballad Fluke Mix), (Subtle Abuse Mix) por Outcast Productions) y (Tee's Freeze Mix) por Todd Terry) |
| 1997 | «I Miss You»       | One Little Indian | Sencillo en CD; «I Miss You» (Dobie Part 1), «Hyper-Ballad» (LFO), «Violently Happy» (Live) y «Headphones» (Mika Vainio). |

## Listas
| Chart (1995)                            | Posición Alcanzada |
| --------------------------------------- | ------------------ |
| Alemania (Media Control Charts)         | 6                  |
| Australia (ARIA)                        | 2                  |
| Austria (O3 Top 40)                     | 13                 |
| Bélgica Ultratop Album Chart (Flanders) | 5                  |
| Bélgica Ultratop Album Chart (Wallonia) | 3                  |
| Canadian Albums (RPM)                   | 4                  |
| Danish Albums (Hitlisten)               | 4                  |
| Estados Unidos (Billboard 200)          | 32                 |
| Europa (European Top 100 Albums)        | 1                  |
| Finlandia (Musiikkituottajat)           | 9                  |
| Francia (SNEP)                          | 26                 |
| Hungría (MAHASZ)                        | 34                 |
| Irlanda (IRMA)                          | 10                 |
| Japón (Oricon)                          | 26                 |
| Noruega (VG-Lista)                      | 4                  |
| Nueva Zelanda (RIANZ)                   | 4                  |
| Países Bajos (MegaCharts)               | 5                  |
| Portuguese Albums (AFP)                 | 6                  |
| Reino Unido (OCC)                       | 2                  |
| Suecia (Sverigetopplistan)              | 2                  |
| Suiza (Swiss Album Charts)              | 5                  |

## Certificaciones
| Región         | Premiador | Certificación(es) | Ventas    |
| -------------- | --------- | ----------------- | --------- |
| Australia      | ARIA      | Platino           | 70 000    |
| Canadá         | CRIA      | Platino           | 100 000   |
| Unión Europea  | IFPI      | Platino           | 1 000 000 |
| Suecia         | IFPI      | Oro               | 50 000    |
| Reino Unido    | BPI       | Platino           | 400 000   |
| Estados Unidos | RIAA      | Platino           | 1 000 000 |
| Japón          | Oricon    | Oro               | 50 230    |
| Nueva Zelanda  | RIANZ     | Oro               | 7 500     |

## Créditos y personal
- 01. Autores: Björk y Graham Massey. Producción: Nelle Hooper, Graham Massey y Björk. Ingeniero de grabación: Al Fisch. Mezcla: Mark "Spike" Stent. Teclado: Graham Massey, Marius de Vries y Björk. Programación: Marius de Vries y Graham Massey.
- 02. Autores: Björk. Producción: Nelle Hooper y Björk. Programación: Marius de Vries. Teclado: Björk y Marius de Vries. Ingenieros de grabación: Howie Bernstein y Steve Price. Ingeniero de mezcla: Al Stone. Asistentes de ingeniero: Oswald "Wiz" Bowe, Kirsten Cowie, Adrian Scarff y Mark Warner. Arreglo de cuerdas y director: Eumir Deodato. Contratista orquestal: Isobel Griffiths. Guía de orquesta: Gavin Wright. Viola principal: Rob Smissen. Chelo principal: Tony Pleeth.
- 03. Autores: Björk y Graham Massey. Producción: Björk, Graham Massey y Nelle Hooper. Programación: Graham Massey y Marius De Vries. Teclado: Graham Massey, Marius de Vries y Björk. Ingenieros de grabación: Al Fisch y Howie Bernstein. Asistentes de ingeniero: Oswald "Wiz" Bowe y Mark Warner. ingeniero de mezcla: Al Stone.
- 04. Autores: Hans Lang y Bert Reisfeld. Producción: Björk y Nelle Hooper. Arreglo de acordes y director: Eumir Deodato. Contratista orquestal: Isobel Griffiths. Músicos: Ralph Salmins, Paul Morgan, Colin Green, Simon Chamberlain, John Barclay, Simon Gardner, Sturat Brooks, Connie Hughes, Steve Waterman, Peter Beachill, Malcolm Griffiths, Neil Sidwell, Steve Saunders, Phil Todd, Ray Swinfield, Bob Sydor, Bill Skeat y Alan Barnes. Ingeniero: Steve Price. Asistente: Niall Acott.
- 05. Autores: Björk y Tricky. Producción: Björk y Tricky. Programación: Tricky y Lenny Franchi. Órgano: Björk. Trompeta: Einar Örn. Ingeniero de grabación: Lenny Franchi. Ingeniero de mezcla: Markus Dravs. Asistentes de ingenieros: Jon P. y Nick Kirkland.
- 06. Autores: Björk. Producción: Björk. Ingeniero de grabación: Steve Price. Asistentes de ingeniero: Kirsten Cowie y Adrian Scarff. Mezcla: Markus Dravs. Arreglo de cuerdas: Björk y Eumir Deodato. Director: Eumir Deodato. Contratista orquestal: Isobel Griffiths. Guía de orquesta: Gavin Wright. Viola principal: Rob Smissen. Chelo principal: Tony Pleeth.
- 07. Autores: Björk, Nelle Hooper, Marius de Vries y Sjón. Producción: Björk y Nelle Hooper. Programación: Marius de Vries. Teclado: Björk y Marius de Vries. Ingenieros de grabación: Howie Bernstein y Steve Price. Asistentes de ingeniero: Oswald "Wiz" Bowe, Kirsten Cowie, Adrian Scarff y Gorby. Ingeniero de mezcla: Al Stone. Arreglo de cuerdas: Eumir Deodato y Björk. Director: Eumir Deodato. Contratista orquestal: Isobel Griffiths. Guía de orquesta: Gavin Wright. Viola principal: Rob Smissen. Chelo principal: Tony Pleeth. Trompeta: Maurice Murphy.
- 08. Autores: Björk. Producción: Björk y Nelle Hooper. Programación: Marius de Vries. Teclado: Björk y Marius de Vries. Ingeniería y mezcla: Howie Bernstein. Asistente de ingeniero: Oswald "Wiz" Bowe.
- 09. Autores: Björk y Howie Bernstein. Producción: Björk y Howie Bernstein. Órgano: Björk. Programación, ingeniería y mezcla: Howie Bernstein. Asistentes de ingeniero: Nick Kirkland y Will O'Donovan. Arreglo de cobres: Björk. Trompeta: Stuart Brooks, Saxo soprano: Gary Barnacle. Percusión: Talvin Singh.
- 10. Autores: Björk. Producción: Björk. Ingeniería y mezcla: Markus Dravs. Asistentes de ingeniero: Nick Kirkland y Niall Acott. Clavicordio: Guy Sigsworth. Dulcéleme: Jim Couza. Sonidos electrónicos: Markus Dravs.
- 11. Autores: Björk y Tricky. Producción: Björk y Tricky. Programación: Tricky y Lenny Franchi. Teclado: Björk y Tricky. Ingeniero de grabación: Lenny Franchi. Ingeniero de mezcla: Markus Dravs. Asistentes de ingeniero: Niall Acott, Jon P. y Adrian Scarff.